# سمندر تندابه
سمندرهای تندابه (نام علمی: Rhyacotriton) نام یک سرده از راسته سمندرسانان است.